# Richardson Building
Le Richardson Building est une tour de bureaux à l'intersection de Portage et Main (en) à Winnipeg, Manitoba, (Canada).